# 아네트 노르버그

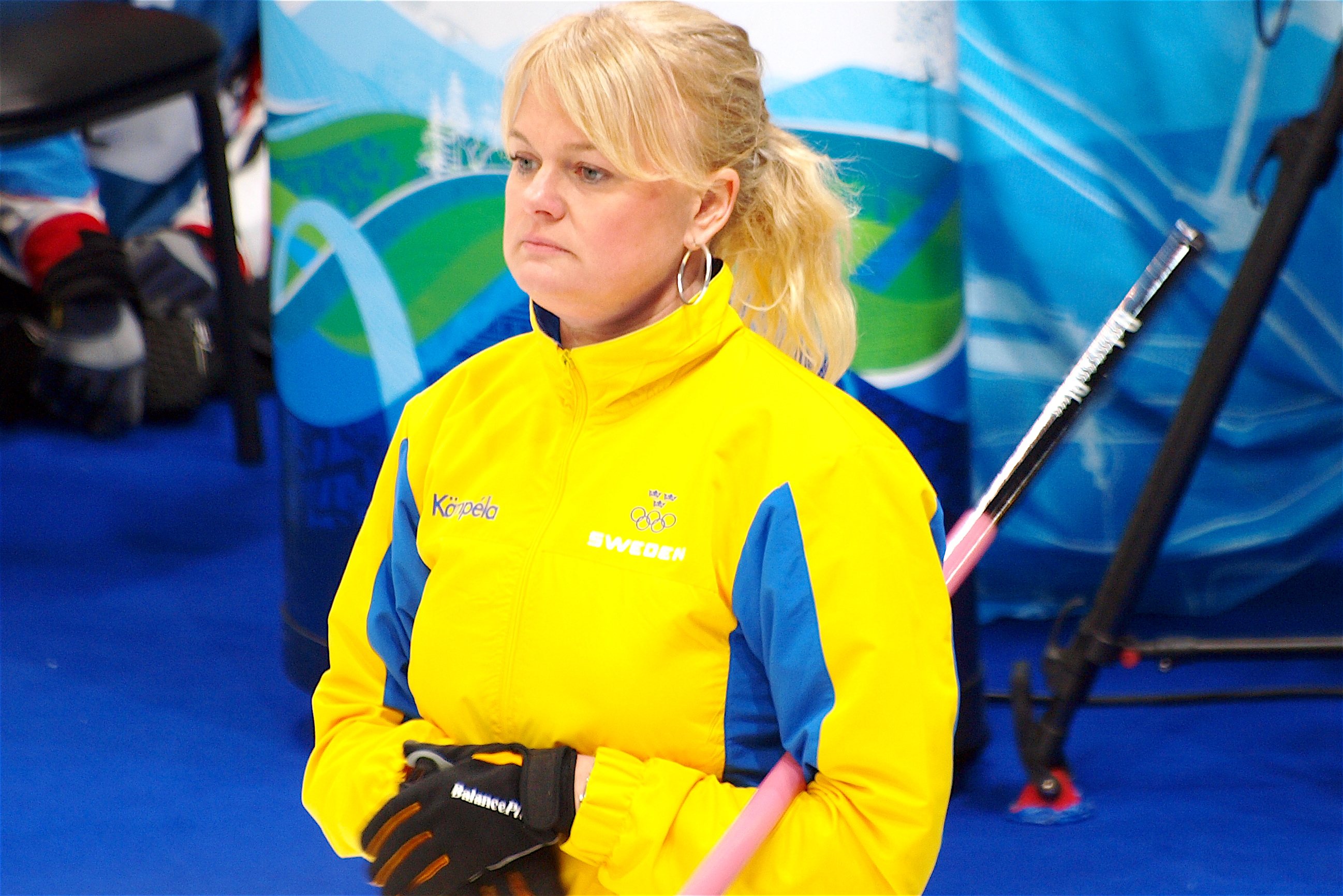

아네트 노르버그(Anette Norberg, 1966년 11월 12일 ~ )는 헤르뇌산드 출신의 스웨덴 선수이다.
그녀와 그녀의 팀은 2006년과 2010년 올림픽 여자 컬링 챔피언이었다. 2006년 토리노에서 열린 여자 컬링 토너먼트에서 미르잼 오트의 스위스 팀을 누르고 우승한 후, 자신의 팀을 이끌고 2010년 여자 컬링 토너먼트에서 셰릴 버나드의 캐나다 팀을 누르고 금메달을 획득했다. 컬링 역사상 첫 번째 스킵이 되어 올림픽 타이틀을 성공적으로 방어했다.
2010년 올림픽 이후 은퇴한 그녀의 팀(그녀 자신은 2013년까지 계속했지만)은 역사상 최고의 여자 컬링 팀 중 하나로 간주되며, 특히 또 다른 세계를 추가한 후에는 종종 역사상 최고의 여성 스킵 중 하나로 간주된다. 새로운 젊은 팀과 함께 2011년 우승을 차지했다.